# 세일중학교
세일중학교(世一中學校)는 대한민국 서울특별시 금천구 독산동에 있는 공립 중학교이다.

## 학교 연혁
- 1968년 8월 6일 : 강서중학교(공립) 설립 인가
- 1968년 10월 1일 : 초대 박기창 교장 취임
- 1969년 3월 3일 : 제1회 입학식(15학급)
- 1972년 2월 24일 : 제1회 졸업식(916명)
- 1999년 3월 1일 : 세일(世一)중학교로 교명 변경
- 2001년 3월 1일 : 남녀 공학으로 변경
- 2010년 9월 7일 : 교사개축 및 인조 잔디 운동장 준공식
- 2022년 3월 1일 : 제22대 박종면 교장 취임
- 2023년 2월 3일 : 제52회 졸업식(6학급 127명, 누계 32,009명)
- 2023년 3월 2일 : 제55회 입학식(4학급 104명)

## 참고 자료
- 세일중학교 - 한국교육학술정보원 학교알리미